# Šafářka
Šafářka je přírodní památka poblíž obce Mašovice v okrese Znojmo v nadmořské výšce 371–377 metrů. Důvodem ochrany je přirozená teplomilná vegetace extenzivně obhospodařované louky.

## Galerie

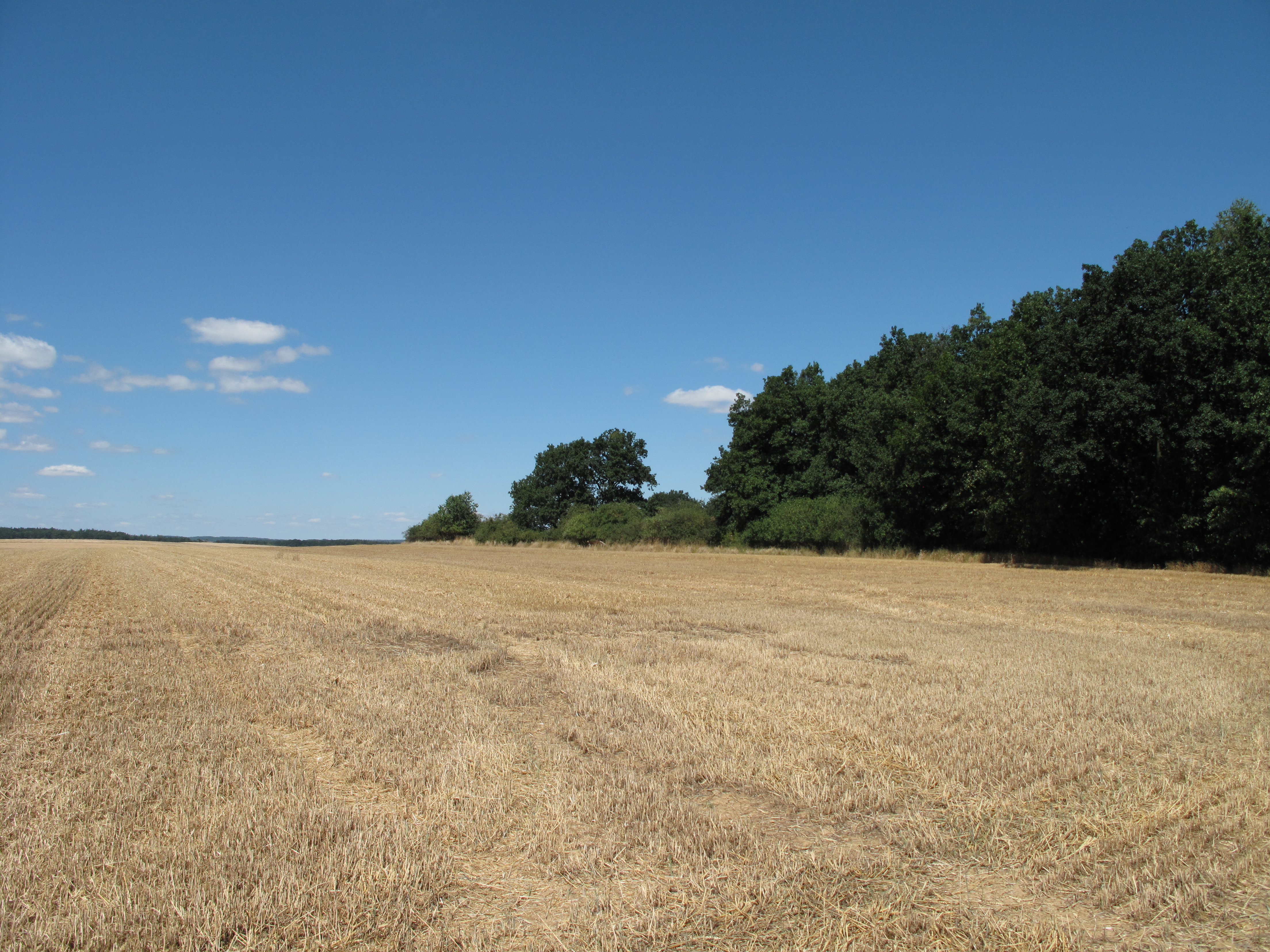
Pohled z dálky
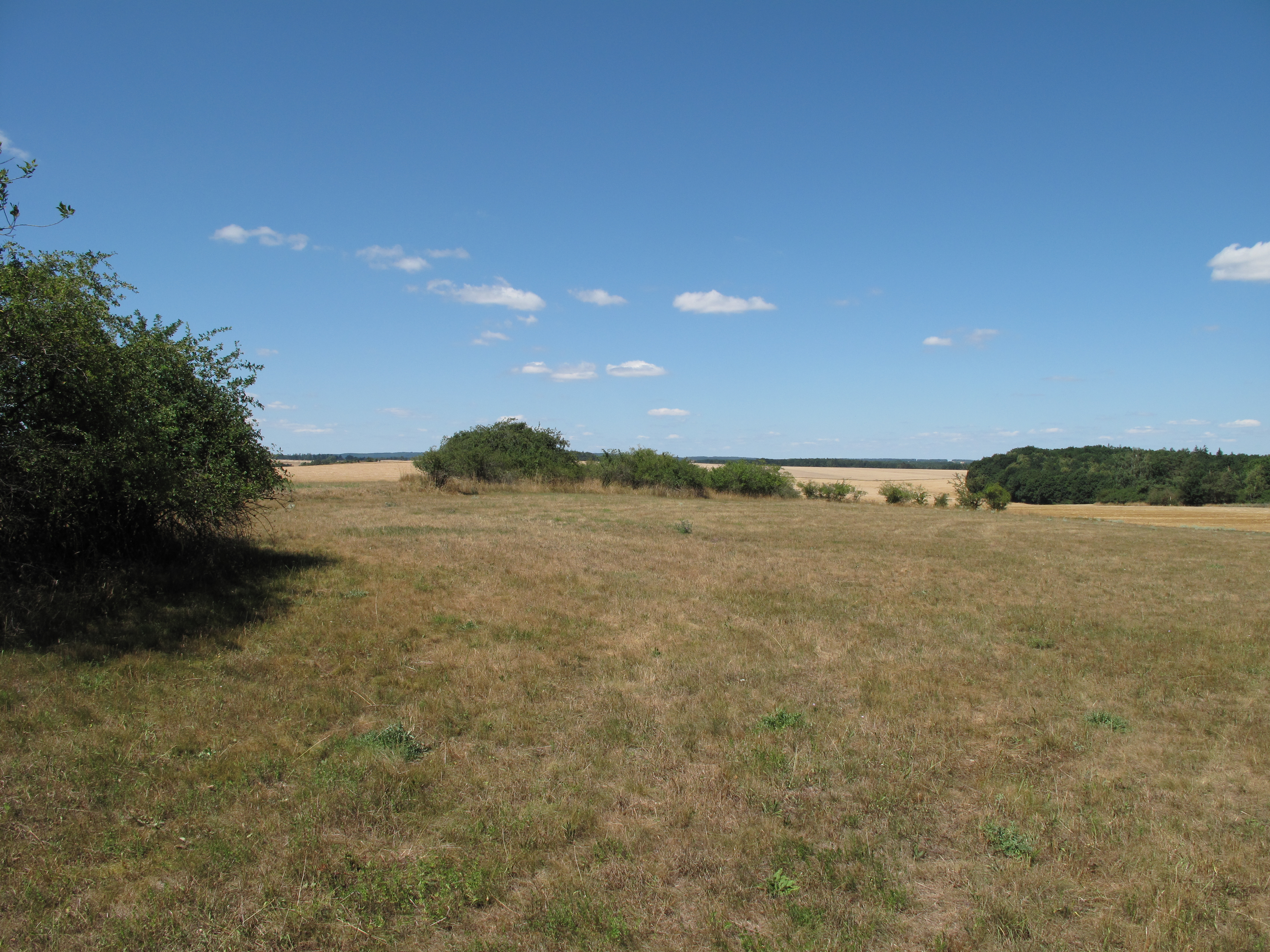
Louka s keři